# Сульфат-йон

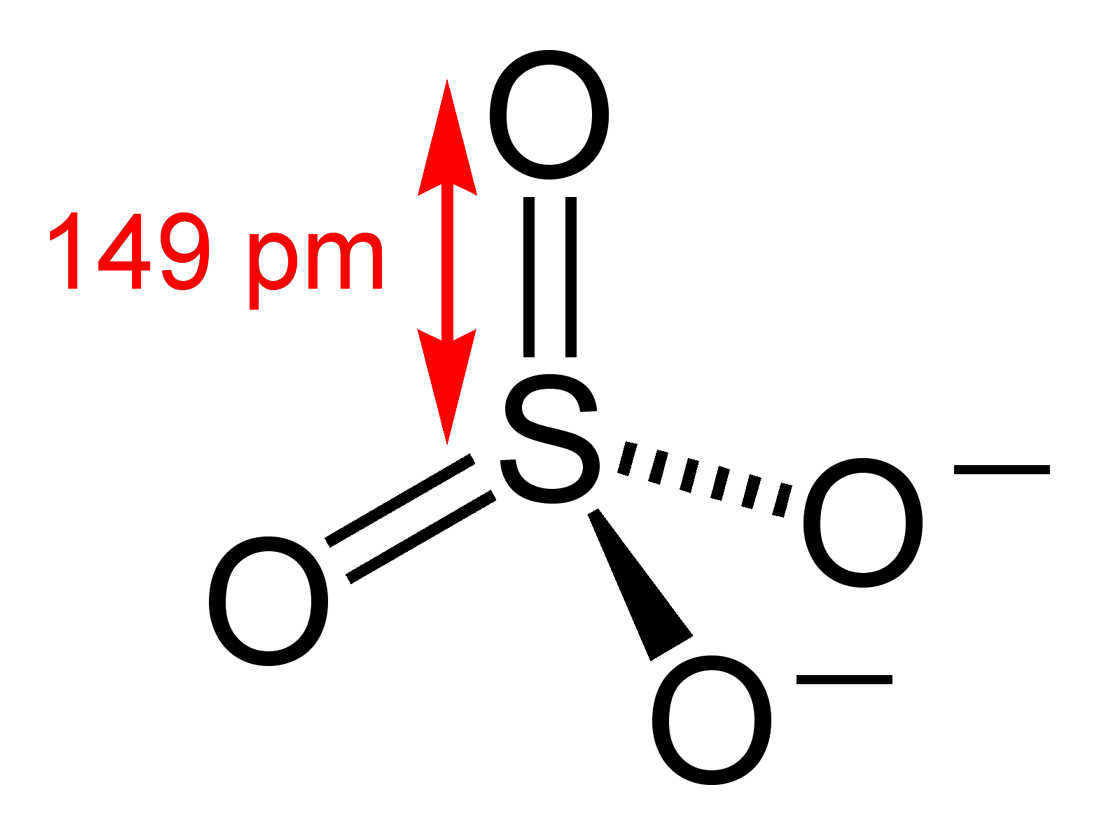
Модель Сульфат-йону.

Сульфат-йон — йон SO42-. Присутній в усіх типах природних вод.
За вмістом йона SO42- пластові води поділяють на:
- безсульфатні,
- малосульфатні (до 0,5 мг-екв SO42- в 100 г води),
- середньої сульфатності (0,5—3,0 мг-екв)
- високосульфатні (понад 3,0 мг-екв).

Сульфат-йон є характерною ознакою природних сульфатів (мінералів).